# Ex cathedra

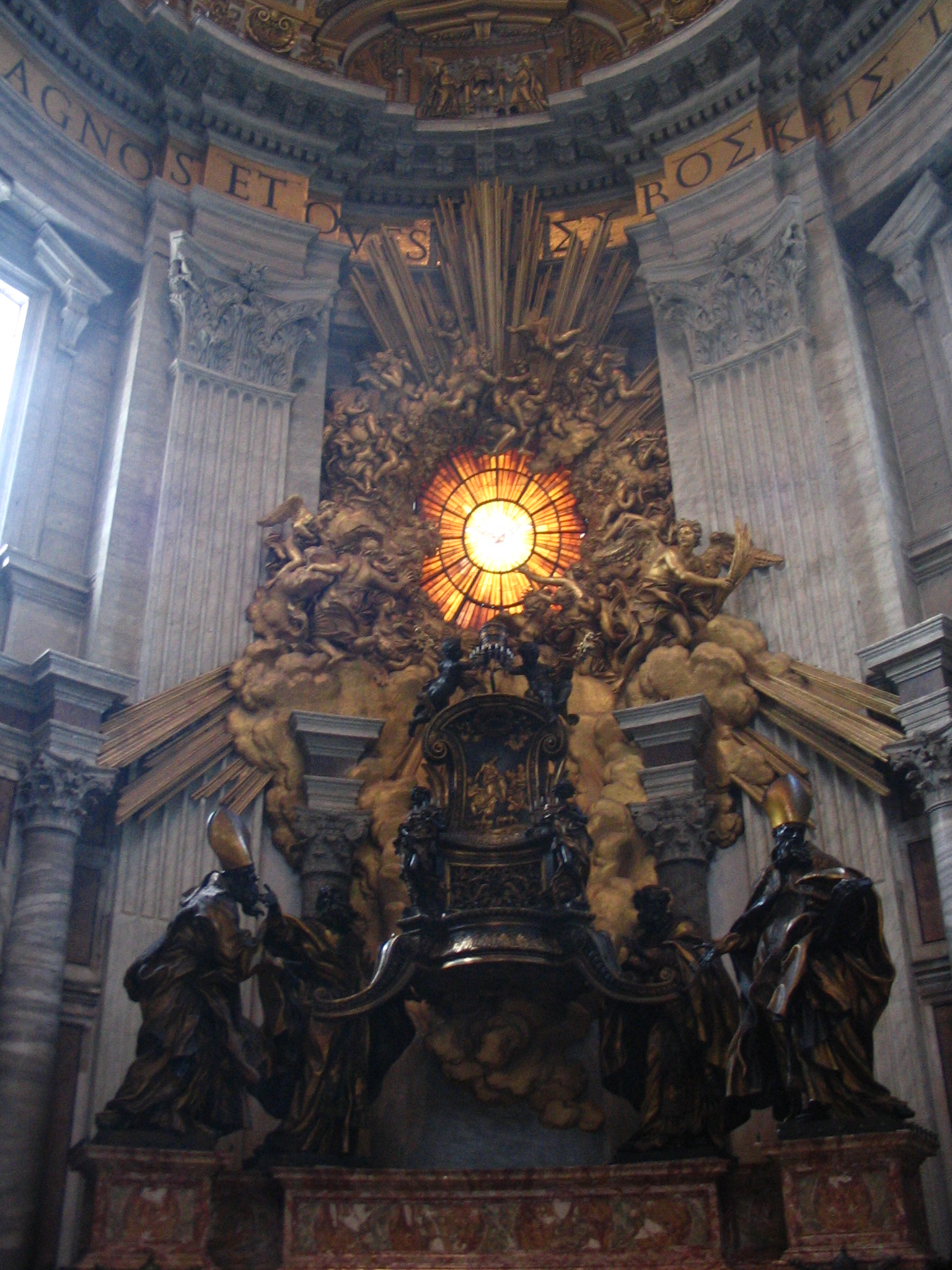
Кафедра Святого Петра (собор Святого Петра)

Ex cathedra (дословно c лат. — «с кафедры») — католический термин, обозначающий учение папы римского, которое он произносит официальным образом, исполняя свои обязанности учителя и пастыря всех католических христиан. Согласно догмату о папской непогрешимости учение по вопросам веры и нравственности, произнесённое Папой ex cathedra, обладает безошибочностью (infallibilitas).
В переносном смысле выражение ex cathedra означает «говорить нравоучительным тоном, авторитетно, непререкаемо».